# Liste der Baudenkmale in Rom (Mecklenburg)
In der Liste der Baudenkmale in Rom (Mecklenburg) sind alle Baudenkmale der Gemeinde Rom (Landkreis Ludwigslust-Parchim) und ihrer Ortsteile aufgelistet (Stand: Januar 2021).

## Rom
| ID | Lage                        | Bezeichnung               | Beschreibung                                           | Bild              |
| -- | --------------------------- | ------------------------- | ------------------------------------------------------ | ----------------- |
|    | Bahnhofstr. 3 (Karte)       | Bahnhof                   |                                                        | Bahnhof           |
|    | (Karte)                     | Kirche                    | Schlichte Fachwerkkirche von 1668 mit Rotsteingefache. | Kirche            |
|    | Friedhof (Karte)            | Gefallenendenkmal         |                                                        | Gefallenendenkmal |
|    | Parchimer Straße 3 (Karte)  | Wohnhaus, Stall und Mauer |                                                        |                   |
|    | Parchimer Straße 19 (Karte) | Bauernhaus                |                                                        |                   |
|    | Parchimer Straße (Karte)    | Spritzenhaus              |                                                        |                   |

## Darze
| ID | Lage     | Bezeichnung                            | Beschreibung | Bild |
| -- | -------- | -------------------------------------- | ------------ | ---- |
|    | Ausbau 1 | Bauernhof mit Wohnhaus, Scheune, Stall |              |      |

## Klein Niendorf
| ID | Lage        | Bezeichnung            | Beschreibung                                                | Bild                   |
| -- | ----------- | ---------------------- | ----------------------------------------------------------- | ---------------------- |
|    | (Karte)     | Kapelle, Glocke, Allee | Neugotischer Backsteinbau mit Fialtümchen am Eingangsgiebel | Kapelle, Glocke, Allee |
|    | Kichsteig 5 | Villa                  |                                                             |                        |

## Lancken
| ID | Lage                   | Bezeichnung                    | Beschreibung | Bild                        |
| -- | ---------------------- | ------------------------------ | --- | --------------------------- |
|    | Hauptstraße 16 (Karte) | Pfarrhaus und Scheune          | |                             |
|    | Hauptstraße 22 (Karte) | Bauernhaus                     | |                             |
|    | Hauptstraße 23 (Karte) | Bauernhaus und Fachwerkscheune | |                             |
|    | (Karte)                | Kirche, Glockenstuhl, Mauer    | Flachdedeckter Rechteckbau aus Feld- und auch Backstein vom 15. Jahrhundert; Fenster, blendengeschmückter Ostgiebel und Sakristeigiebel in Backstein; Innen: Schnitzaltar von um 1530/40 mit Schrein, Rankenschnitzereien und Schnitzfiguren, Altardoppelflügel mit 12 Apostel in zwei Reihen.                           | Kirche, Glockenstuhl, Mauer |
|    | Schulstraße 4 (Karte)  | Gutshaus                       | 1-gesch., sanierter Backsteinbau von 1846 mit Krüppelwalmdach und 2-gesch. Zwerchgiebel, ab 1945 Flüchtlingsunterkunft, ab 1960 Schule, 1984/89 Kinderferienhaus; Meierei (um 1700) bzw. Gut der Familien von Hammerstein (ab 1800), von Soden (ab 1806), Ritter von Henckel (nach 1824), Blanck, Stucken und Wesendorf. |                             |

## Paarsch
| ID | Lage                    | Bezeichnung            | Beschreibung                                                                           | Bild                   |
| -- | ----------------------- | ---------------------- | -------------------------------------------------------------------------------------- | ---------------------- |
|    | Lange Straße 14 (Karte) | Kirche, Mauer          | Neogotischer Backsteinbau von 1870/71 mit Fialen im Giebel und seitl. achteckigem Turm | Kirche, Mauer          |
|    | Lange Straße (Karte)    | Kriegerdenkmal 1914/18 |                                                                                        | Kriegerdenkmal 1914/18 |

## Stralendorf
| ID | Lage                   | Bezeichnung            | Beschreibung | Bild           |
| -- | ---------------------- | ---------------------- | --- | -------------- |
|    | Hauptstraße 2 (Karte)  | Bauernhaus             | |                |
|    | Hauptstraße 34 (Karte) | Wohnhaus               | |                |
|    |                        | Kriegerdenkmal 1914/18 | |                |
|    | (Karte)                | Fangelturm             | Der Fangelturm ist ein runder Backsteinturm aus dem 14. Jahrhundert. Er war Teil der Grenzsicherungsanlage um die Stadt Parchim. | Weitere Bilder |

## Ehemalige Baudenkmale

### Darze
| ID | Lage                            | Bezeichnung | Beschreibung | Bild |
| -- | ------------------------------- | ----------- | ------------ | ---- |
|    | Sternberger Chaussee 10 (Karte) | Kate        |              |      |